# Antiblemma subrutilans
Antiblemma subrutilans är en fjärilsart som beskrevs av Walker 1858. Antiblemma subrutilans ingår i släktet Antiblemma och familjen nattflyn. Inga underarter finns listade i Catalogue of Life.